# 清水寺 (長野市松代町西条)
清水寺（せいすいじ）は、長野県長野市松代町西条にある真言宗豊山派の寺院。

## 歴史
延暦22年（803年）坂上田村麻呂の戦勝祈願のために塔、堂、回廊などを備えた伽藍が建立され寛空が開山したと伝わる。その後、火災で焼失したが、戦国時代の川中島の戦いにおいて武田信玄が伽藍を再建した。江戸時代の正徳年間の火災でこの堂塔伽藍を焼失し享保年間に現在の場所に移転し仮堂が建立された。

## 文化財

### 重要文化財
- 木造千手観音立像[1]
- 木造観音菩薩立像[2]
- 木造地蔵菩薩立像[3]

### その他
- 木造薬師如来立像 - 長野県宝[4]
- 木造毘沙門天像 - 長野市指定有形文化財[5]

## 関連寺院
- 保科観音清水寺

## 公式サイト
- 公式ウェブサイト